# Misery Peak
Der Misery Peak (englisch für Elendsspitze) ist ein 2275 m hoher Berggipfel in der antarktischen Ross Dependency. Im Königin-Maud-Gebirge ragt er am westlichen Ausläufer des Roberts-Massivs auf. Auf ihm befindet sich eine geodätische Vermessungsstation.
Die Südgruppe einer von 1961 bis 1962 durchgeführten Kampagne im Rahmen der New Zealand Geological Survey Antarctic Expedition gab ihm seinen Namen. Namensgebend sind die vielen Stunden, die Wissenschaftler hier unter widrigen Bedingungen beim Warten auf klares Wetter verbringen mussten.